# Lietuvos moterų sąjunga
Lietuvos moterų sąjunga (Litauiska kvinnoförbundet) var en kvinnoorganisation i Litauen, grundad 1922.
Litauens första kvinnoförening var Lietuvos moterų susivienijimas, som bildades 1905 för att kampanja för rösträtt och självständighet från Ryssland. Föreningen splittrades efter Litauiska kvinnors första kongress 1907, efter beslutet att en ny paraplyförening för litauiska kvinnor skulle bildas. 
Aktivisterna splittrades då i katoliker, som bildade  Lietuvių katalikių moterų draugija  (1908-1940) och liberaler och socialister, som senare bildade Lietuvos moterų sąjunga (1922-1933). 